# Jezioro Mono
Jezioro Mono (ang. Mono Lake) – wysoko alkaliczne i hiperhalinowe słone jezioro w Stanach Zjednoczonych w Kalifornii. Znajduje się w hrabstwie Mono, na wschód od Parku Narodowego Yosemite i południowy wschód od Jeziora Tahoe. Stanowi ono ważny ekosystem, przystanek dla wielu gatunków przelatujących ptaków. Wiek jeziora jest szacowany na przynajmniej 760 000 lat.

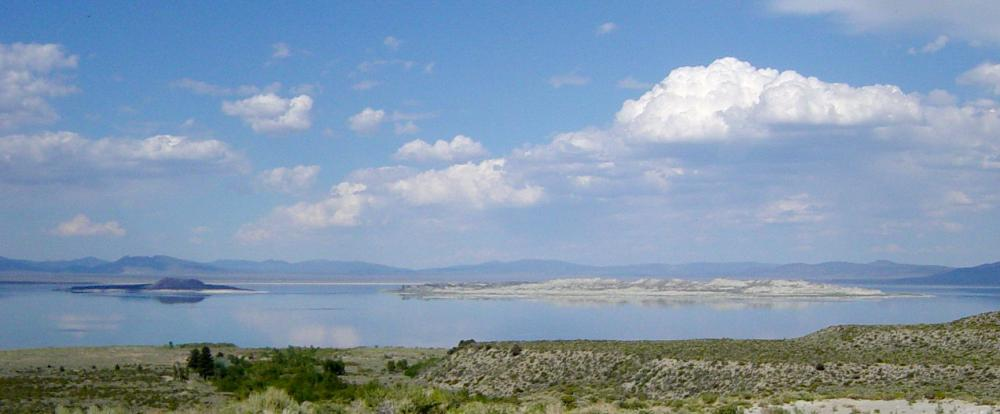
Wyspy Negit i Paoha

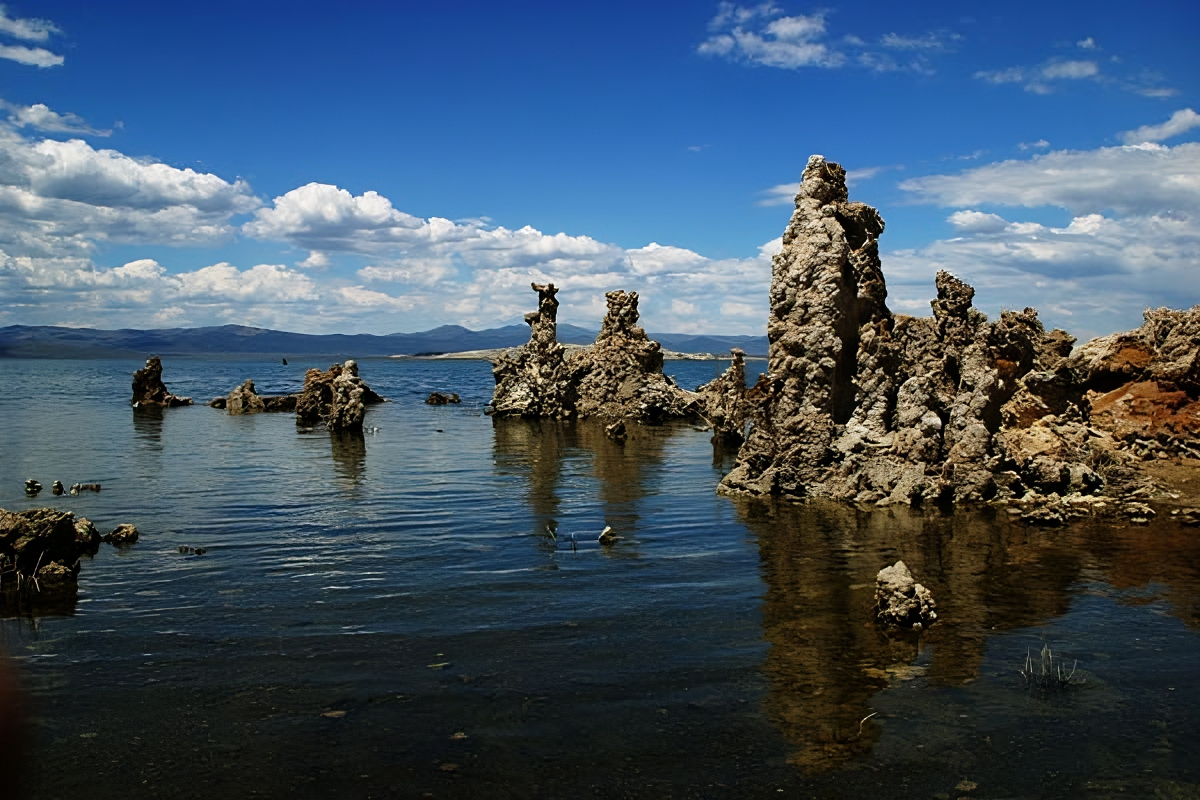
Formacje skalne w jeziorze

Na jeziorze znajdują się dwie wulkaniczne wyspy – Negit i Paoha oraz liczne wystające z wody tufowe formacje skalne, które powstały wskutek reakcji słonych, zasadowych wód jeziora ze słodkowodnymi źródłami na dnie. Formacje te pojawiły się na powierzchni po roku 1941, gdy zaczęto pobierać wodę z rzek zasilających jezioro na potrzeby miasta Los Angeles, przez co poziom wody spadł znacząco − do 1962 roku o 8 metrów do 1982 roku o 15 m − a poziom zasolenia uległ podwojeniu. Badania jeziora przeprowadzone w 1976 roku przez Davida Gainesa dowiodły szkodliwości procesu czerpania wody dla środowiska jeziora. Utworzony dwa lata potem z jego inicjatywy komitet wywalczył jezioru ochronę prawną. W 2010 roku w jeziorze odkryto arsenooporną bakterię GFAJ-1.
Jezioro stanowiło plan dla filmów „Fair Wind to Java” i „Mściciel” oraz teledysku „Don’t know what you got (till it’s gone)”, pojawia się także na wewnętrznej okładce albumu „Wish You Were Here”.